# N8 (Burkina Faso)
Die N8 ist eine Fernstraße in Burkina Faso, die die zweitgrößte Stadt Bobo-Dioulasso mit der westlichen Grenze zu Mali verbindet. Sie ist 130 Kilometer lang.
Die Fernstraße beginnt in Bobo-Dioulasso und verläuft durch die flache Savanne zur Grenze von Mali. Zur Gänze ist die N8 asphaltiert und durchquert die Orte Orodara und Koloko. An der Grenze endet die Fernstraße N8 und wird auf der malischen Seite als RN10 bis nach Sikasso fortgeführt.
Die N8 ist eine wichtige Verbindung zwischen Burkina Faso und Mali und eine der wenigen grenzüberschreitenden Verbindungen mit Mali, die asphaltiert wurde. Es ist die schnellste Route von Bobo-Dioulasso zur malischen Hauptstadt Bamako.